# Tommy Peoples
Tommy Peoples (St. Johnston, 1948 – 4 agosto 2018) è stato un compositore e violinista irlandese.

## Biografia
Riceve le prime lezioni di violino dal cugino, Joe Cassidy che a sua volta aveva acquisito le basi dello strumento dal nonno Jimmy Peoples.
Nel 1965 va a vivere a Dublino dove svolge la professione di poliziotto. Durante il periodo di permanenza nella capitale conosce Mary Linnane, figlia di Kitty Linnane, leader dei Kilfenora Céilí Band con la quale si unisce in matrimonio nel 1969.
Successivamente si trasferisce nella contea di Clare in Irlanda dove ha vissuto per oltre trent'anni.
Suona nella celebre Bothy Band insieme ad altri musicisti di spessore come Matt Molloy e Paddy Keenan. In seguito alla pubblicazione del primo album decide di lasciare il gruppo.
Nel 1998 vince il premio TG4 per il miglior musicista e nel 2013 riceve quello per il miglior compositore
Pubblica un libro nel luglio del 2015 dal titolo "Ó Am go hAm - From Time to Time", una raccolta di sue composizioni corredate di aneddoti riguardanti la loro storia e spiegazioni tecniche.
Ha inciso anche brani da solista come quelli contenuti negli album "An Exciting Session with One of Ireland's Leading Traditional Fiddlers" (1976), "The High Part of the Road" (1976), "The Quiet Glen/An Gleann Ciuin" (1998), "Waiting for a Call" (2003) introducendo nuovi pezzi al repertorio tradizionale irlandese.
È stato uno dei massimi esponenti della musica popolare irlandese, in particolar modo dello stile tradizionale del Donegal, considerato uno dei violinisti più creativi in questo genere musicale, la sua influenza sui giovani artisti, in particolar modo su quelli nativi del Donegal è stata considerevole.
Ha avuto una figlia, Siobhán Peoples, anch'essa violinista con la quale si è esibito partecipando, inoltre, alla registrazione dell'album Maiden Voyage.

## Discografia

### Con la Bothy Band
- The Bothy Band (1975)

### Album da solista
- An Exciting Session with One of Ireland's Leading Traditional Fiddlers (1976)
- A Traditional Experience with Tommy Peoples: A Master Irish Traditional Fiddle Player (1976)
- Fiddler's Fancy: Fifty Irish Fiddle Tunes Collected and Performed by the Irish Fiddle Legend (1986)
- The Quiet Glen/An Gleann Ciuin (1998)
- Waiting for a Call (2003)

### Con Paul Brady
- The High Part of the Road" (1976)

### Con Matt Molloy e Paul Brady
- Matt Molloy, Paul Brady, Tommy Peoples (1977)

### Con Dáithí Sproule
- The Iron Man (1985)